# Parmilieu
Parmilieu település Franciaországban, Isère megyében. Lakosainak száma 727 fő (2022. január 1.). Parmilieu Vertrieu, La Balme-les-Grottes, Charette, Porcieu-Amblagnieu és Saint-Baudille-de-la-Tour községekkel határos.

## Népesség
A település népességének változása:
| Lakosok száma | 362  | 362  | 377  | 594  | 669  | 691  | 709  | 723  | 726  | 727  |
|               | 1968 | 1982 | 1990 | 2006 | 2013 | 2015 | 2017 | 2019 | 2020 | 2022 |